# Rolf von Sydow
Rolf von Sydow (* 18. Juni 1924 in Wiesbaden; † 16. Juni 2019 in Berlin) war ein deutscher Regisseur, Drehbuchautor, Filmproduzent und Buchautor.

## Leben
Sein Vater entstammte dem alten brandenburgischen Adelsgeschlecht Sydow, die viele Offiziere und Beamte in Preußen hervorgebracht hatte. Seine Mutter Ilse Bayerthal war nach nationalsozialistischer Definition und gemäß der Nürnberger Gesetze „Halbjüdin“. Als „Vierteljude“ konnte er nach dem Abitur am Staatlichen Realgymnasium in Wiesbaden im Jahr 1942 seinen Kindheitswunsch, Offizier oder Diplomat zu werden, nicht in die Tat umsetzen. Sydow konnte jedoch seine Herkunft verbergen und diente unerkannt bis 1944 als Panzerfahrer in der Wehrmacht, wurde mehrfach verwundet und mit hohen Orden ausgezeichnet.
1947 begann er seine Karriere als Schauspieler und Regieassistent beim Theater in Coburg, bevor er zum RIAS nach Berlin ging und dort jüngster Hörspielregisseur wurde. In den folgenden Jahren wurde er bekannt als Regisseur einer Vielzahl von Spielfilmen, Theater- und Fernsehproduktionen, wie von Durbridge-Filmen – den Dreiteilern Wie ein Blitz (1970) und Das Messer (1971) sowie dem Zweiteiler Die Kette (1977) –, von Verfilmungen mehrerer Romane Rosamunde Pilchers und der Serie Zwei Münchner in Hamburg. In den 1980er Jahren war er Unterhaltungschef beim Saarländischen Rundfunk.
Rolf von Sydow war der Verfasser mehrerer Bücher, darunter seine 1983 erschienene Autobiografie Angst zu Atmen, in der er seine Jugend in der Zeit des Nationalsozialismus beschreibt. Ergänzend dazu erschien 2004 ein Hörbuch mit Ausschnitten daraus, gelesen von Rolf von Sydow selbst mit einem Vorwort von Hartmann von der Tann. Auch die weiteren Bücher Sydows sind vorwiegend autobiografisch orientiert.
Rolf von Sydow wohnte mit seiner dritten Frau in Berlin. Er starb im Juni 2019, zwei Tage vor seinem 95. Geburtstag.
Sein Archiv befindet sich im Archiv der Akademie der Künste in Berlin.

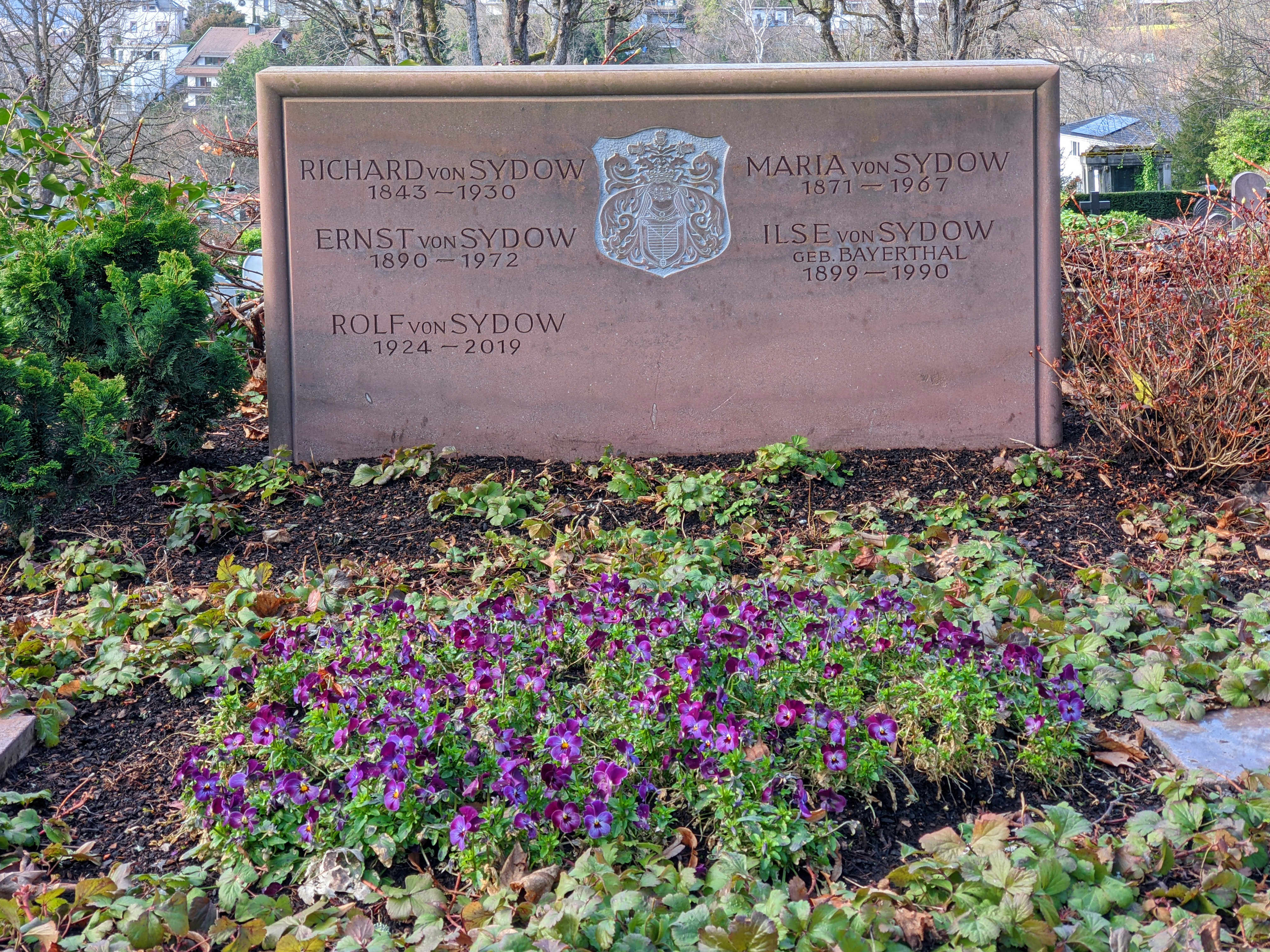
Grab auf dem Hauptfriedhof Baden-Baden

## Medien
Bücher
- Angst zu Atmen. Ullstein Verlag, 1983, ISBN 3-550-06476-4.
- Der Regisseur. Ein autobiografisches Tagebuch. Rotation, Berlin 2011, ISBN 978-3-942972-01-7.
- Rückkehr der Zugvögel. Ein schicksalhaftes Klassentreffen. Frieling, Berlin 2012, ISBN 978-3-8280-3054-1.
- Ich werde mich nie verlieren. Aufzeichnungen eines Kriegsgefangenen. Frieling, Berlin 2013, ISBN 978-3-8280-3135-7.

Hörbücher
- Angst zu Atmen. Gelesen von Rolf von Sydow. Dölling und Galitz, Hamburg 2004, ISBN 3-937904-04-2.
- Rolf von Sydow erzählt aus seinem Leben: „Ich wollte von Hitler zum Ehrenarier ernannt werden.“ (Edition Zeugen einer Zeit). Paul Lazarus Stiftung, Wiesbaden 2011, ISBN 978-3-942902-02-1.

## Filmografie (Auswahl)
- 1954: Zehn kleine Negerlein (Kinderfilm)[4]
- 1957: Der Alltag des Soldaten (Lehrfilm der Bundeswehr)
- 1960: … und noch frech dazu!
- 1962: Dicke Luft
- 1964–1965: Die Gäste des Felix Hechinger (Fernsehserie, 8 Folgen)
- 1964–1965: Unsere große Schwester (Fernsehserie, 13 Folgen)
- 1965: Man soll den Onkel nicht vergiften (Fernsehfilm)
- 1967: Liebesgeschichten (Fernsehserie, 1 Folge)
- 1968: Schatzsucher unserer Tage (Fernsehserie, 13 Folgen)
- 1968: Meinungsverschiedenheiten
- 1969: Bitte recht freundlich, es wird geschossen (Fernsehfilm, 2 Folgen)
- 1969: Der verlogene Akt
- 1970: Wie ein Blitz
- 1971: Das Messer
- 1971–1986: Tatort (Fernsehreihe, 8 Folgen)
- 1977: Die Kette
- 1979: Flamme empor (Produzent)
- 1980: Aller guten Dinge sind drei
- 1981: Ein Zug nach Manhattan
- 1982: Schuld sind nur die Frauen (Fernsehfilm)
- 1983: Der Raub der Sabinerinnen
- 1983: Wie hätten Sie’s denn gern?
- 1984: Die schöne Wilhelmine (Fernsehserie, 4 Folgen)
- 1984: Abgehört
- 1986: Evelyn und die Männer
- 1989: Bangkok Story
- 1995: Snow in April
- 1994–2002: Rosamunde Pilcher (Fernsehreihe, 12 Folgen)
  - 1995: Rosamunde Pilcher: Wechselspiel der Liebe
- 1996–2000: Männer sind was Wunderbares (Fernsehreihe)
- 2002: Die Kristallprinzessin (Fernsehfilm)
- 2002: Das Haus der Schwestern